# Circondario di Sömmerda
Il circondario di Sömmerda è un circondario (Landkreis) della Turingia, in Germania. Capoluogo e centro maggiore è Sömmerda.

## Suddivisione amministrativa

### Città e comuni
Tra parentesi gli abitanti al 31 dicembre 2021, il capoluogo della comunità amministrativa è contrassegnato da un asterisco.
Città e comuni indipendenti
1. Buttstädt, Landgemeinde (6 673)
2. Kölleda, città * (6 228)
3. Sömmerda, città (18 717)
4. Weißensee, città (3 604)

Comuni con funzione di comunità amministrativa (Erfüllende Gemeinde)

1. Elxleben (2 274), amministra il comune di
  1. Witterda (1 077)

### Comunità amministrative (Verwaltungsgemeinschaft)
- Verwaltungsgemeinschaft Gera-Aue (4 969)

1. Andisleben (589)
2. Gebesee, città * (2 105)
3. Ringleben (489)
4. Walschleben (1 786)

- Verwaltungsgemeinschaft Gramme-Vippach (9 083)

1. Alperstedt (746)
2. Eckstedt (589)
3. Großmölsen (220)
4. Großrudestedt (1 833)
5. Kleinmölsen (303)
6. Markvippach (548)
7. Nöda (809)
8. Ollendorf (405)
9. Schloßvippach * (1 361)
10. Sprötau (786)
11. Udestedt (784)
12. Vogelsberg (699)

- Verwaltungsgemeinschaft Kindelbrück (5 153)

1. Büchel (236)
2. Griefstedt (242)
3. Günstedt (709)
4. Kindelbrück, Landgemeinde * (3 966)

- Verwaltungsgemeinschaft Kölleda (4 026)
[Sede: Kölleda]

1. Großneuhausen (629)
2. Kleinneuhausen (434)
3. Ostramondra (466)
4. Rastenberg, città (2 497)

- Verwaltungsgemeinschaft Straußfurt (6 913)

1. Gangloffsömmern (949)
2. Haßleben (975)
3. Riethnordhausen (997)
4. Schwerstedt (580)
5. Straußfurt * (2 110)
6. Werningshausen (653)
7. Wundersleben (649)